# Épisodes de The Tomorrow People
 (juin 2017).
Si vous disposez d'ouvrages ou d'articles de référence ou si vous connaissez des sites web de qualité traitant du thème abordé ici, merci de compléter l'article en donnant les références utiles à sa vérifiabilité et en les liant à la section « Notes et références ».
Cet article présente les vingt-deux épisodes de la série télévisée américaine The Tomorrow People.

## Synopsis
Il y a un an, Stephen Jameson était un adolescent « normal » jusqu'à ce qu'il commence à entendre des voix et se téléporter dans son sommeil, sans jamais savoir où il pourrait se réveiller. Maintenant, les questions de Stephen sont allées bien au-delà de la crise d’adolescence habituelle et il commence à s'interroger sur sa santé mentale. 
Un jour, Stephen rencontre John, Cara et Russell, des personnes d’une race génétiquement avancée avec des capacités de télékinésie, de téléportation et de télépathie. Il décide de les rejoindre, mais ils sont rapidement pourchassés par un groupe de paramilitaires et scientifiques appelés Ultra. Dirigés par le Dr Jedikiah Price, les Ultra voient les Tomorrow People comme une véritable menace existentielle, et le groupe a été contraint de se cacher dans une station de métro abandonnée. 
Stephen finit par apprendre que son père Roger possédait les mêmes capacités et qu'elles l'ont poussé à quitter sa famille. Pour le retrouver, Stephen décide de travailler chez Ultra tout en rendant des comptes à ses nouveaux amis, devenant ainsi une sorte d'agent double.

## Distribution

### Acteurs principaux
- Robbie Amell : Stephen Jameson
- Luke Mitchell : John Young
- Aaron Yoo : Russell Kwon
- Peyton List : Cara Coburn
- Mark Pellegrino : Dr Jedikiah Price
- Madeleine Mantock : Astrid Finch

### Acteurs récurrents
- Sarah Clarke : Marla Jameson
- Jacob Kogan : Luca Jameson
- Laura Slade Wiggins : Irène
- Jeffrey Pierce : Jack Jameson / Roger Price
- Dan Stevens : voix de TIM
- Carly Pope : Morgan Burke
- Meta Golding : Darcy Nichols (épisodes 1 à 6)

### Invités
- Al Sapienza : Dennis Coburn, père de Cara (épisode 3)
- Burkely Duffield : Tyler Miller (épisode 3)
- Jason Dohring : Killian McCrane (épisode 4)
- Simon Merrells (en) : Leader d'Ultra (épisode 5)
- Nicholas Young : Aldus Crick (épisode 8)
- Ben Hollingsworth : Agent Troy (épisodes 8 et 10)
- Robert Gant : Peter (épisodes 10 et 12)
- Alexa Vega : Hillary Cole (épisodes 11 et 14)
- Serinda Swan : Cassandra Smythe (épisode 13)
- James Landry Hébert : The Wraith

## Production

### Développement
Le 11 novembre 2013, CW a commandé neuf épisodes supplémentaires pour une saison complète, portant la saison à vingt-deux épisodes.

### Diffusions
Au Canada, la série est diffusée en simultané sur le réseau CTV puis sur CTV Two.

## Liste des épisodes
Les titres en français proviennent du site ZTélé, premier diffuseur francophone de la série.

### Épisode 1:La Révélation
- États-Unis /  Canada : 9 octobre 2013 sur The CW[2] / CTV
- Québec : 26 août 2014 sur Ztélé[3]
- France : 20 septembre 2017 sur NT1

- États-Unis : 2,32 millions de téléspectateurs[4] (première diffusion)

### Épisode 2:Fusions mentales
- États-Unis /  Canada : 16 octobre 2013 sur The CW / CTV
- Québec : 2 septembre 2014 sur Ztélé
- France : 20 septembre 2017 sur NT1

- États-Unis : 2,15 millions de téléspectateurs[5] (première diffusion)

### Épisode 3:Preuve d'humanité
- États-Unis /  Canada : 23 octobre 2013 sur The CW / CTV
- Québec : 9 septembre 2014 sur Ztélé
- France : 20 septembre 2017 sur NT1

- États-Unis : 1,92 million de téléspectateurs[6] (première diffusion)

### Épisode 4:Tuer ou être tué
- États-Unis /  Canada : 30 octobre 2013 sur The CW / CTV
- Québec : 16 septembre 2014 sur Ztélé

- États-Unis : 1,72 million de téléspectateurs[7] (première diffusion)

### Épisode 5:Sortie de route
- États-Unis /  Canada : 6 novembre 2013 sur The CW / CTV
- Québec : 23 septembre 2014 sur Ztélé

- États-Unis : 1,56 million de téléspectateurs[8] (première diffusion)

### Épisode 6:La leçon de piano
- États-Unis /  Canada : 13 novembre 2013 sur The CW / CTV
- Québec : 30 septembre 2014 sur Ztélé

- États-Unis : 1,65 million de téléspectateurs[9] (première diffusion)

### Épisode 7:Les limbes
- États-Unis /  Canada : 20 novembre 2013 sur The CW / CTV
- Québec : 7 octobre 2014 sur Ztélé

- États-Unis : 1,70 million de téléspectateurs[10] (première diffusion)

### Épisode 8:Thanatos
- États-Unis /  Canada : 4 décembre 2013 sur The CW / CTV
- Québec : 14 octobre 2014 sur Ztélé

- États-Unis : 1,74 million de téléspectateurs[11] (première diffusion)

### Épisode 9:Le grand saut
- États-Unis /  Canada : 11 décembre 2013 sur The CW / CTV
- Québec : 21 octobre 2014 sur Ztélé

- États-Unis : 1,44 million de téléspectateurs[12] (première diffusion)

### Épisode 10:La citadelle
- États-Unis /  Canada : 15 janvier 2014 sur The CW[13] / CTV
- Québec : 28 octobre 2014 sur Ztélé

- États-Unis : 1,46 million de téléspectateurs[14] (première diffusion)

### Épisode 11:Dangereux justicier
- États-Unis /  Canada : 22 janvier 2014 sur The CW / CTV
- Québec : 4 novembre 2014 sur Ztélé

- États-Unis : 1,38 million de téléspectateurs[15] (première diffusion)

### Épisode 12:La loi du silence
- États-Unis /  Canada : 29 janvier 2014 sur The CW / CTV
- Québec : 11 novembre 2014 sur Ztélé

- États-Unis : 1,72 million de téléspectateurs[16] (première diffusion)

### Épisode 13:Échange à haut risque
- États-Unis /  Canada : 5 février 2014 sur The CW / CTV
- Québec : 18 novembre 2014 sur Ztélé

- États-Unis : 1,39 million de téléspectateurs[17] (première diffusion)

### Épisode 14:Duo mortel
- États-Unis : 26 février 2014 sur The CW
- Canada : 3 mars 2014 sur CTV Two
- Québec : 25 novembre 2014 sur Ztélé

- États-Unis : 1,49 million de téléspectateurs[18] (première diffusion)

### Épisode 15:La bombe humaine
- États-Unis : 5 mars 2014 sur The CW
- Canada : 10 mars 2014 sur CTV Two
- Québec : 2 décembre 2014 sur Ztélé

- États-Unis : 1,24 million de téléspectateurs[19] (première diffusion)

### Épisode 16:La vengeresse rouge
- États-Unis /  Canada : 17 mars 2014 sur The CW[20] / CTV Two
- Québec : 9 décembre 2014 sur Ztélé

- États-Unis : 1,17 million de téléspectateurs[21] (première diffusion)

### Épisode 17:Cible manquée
- États-Unis /  Canada : 24 mars 2014 sur The CW / CTV Two
- Québec : 16 décembre 2014 sur Ztélé
- France : 18 octobre 2017 sur NT1

- États-Unis : 780 000 téléspectateurs[22] (première diffusion)

### Épisode 18:Nouvelle ère
- États-Unis /  Canada : 31 mars 2014 sur The CW / CTV Two
- Québec : 23 décembre 2014 sur Ztélé

- États-Unis : 1,10 million de téléspectateurs[23] (première diffusion)

### Épisode 19:Le retour
- États-Unis /  Canada : 14 avril 2014 sur The CW / CTV Two
- Québec : 30 décembre 2014 sur Ztélé

- États-Unis : 1,06 million de téléspectateurs[24] (première diffusion)

### Épisode 20:Le projet final
- États-Unis /  Canada : 21 avril 2014 sur The CW / CTV Two
- Québec : 6 janvier 2014 sur Ztélé

- États-Unis : 760 000 téléspectateurs[25] (première diffusion)

### Épisode 21:Chantage et trahison
- États-Unis /  Canada : 28 avril 2014 sur The CW / CTV Two
- Québec : 13 janvier 2014 sur Ztélé

- États-Unis : 930 000 téléspectateurs[26] (première diffusion)

### Épisode 22:Ultime confrontation
- États-Unis /  Canada : 5 mai 2014 sur The CW[27] / CTV Two
- Québec : 20 janvier 2014 sur Ztélé

- États-Unis : 1,01 million de téléspectateurs[28] (première diffusion)